# Bethany (Oregon, Washington megye)
Bethany az Amerikai Egyesült Államok északnyugati részén, Oregon állam Washington megyéjében, a 26-os út mellett, Beavertontól nem messze, Cedar Milltől 6,5 km-re, a portlandi agglomerációban elhelyezkedő statisztikai település. A 2010. évi népszámláláskor 20 646 lakosa volt. Területe 13,3 km², melynek 100%-a szárazföld.
A rendfenntartást és a tűzvédelmet a Tualatin Valley Fire and Rescue látja el.

## Történet
Bethany közösség először a jelenlegi pozíciójától három kilométerrel északnyugatra lévő kereskedőpont volt. Az egykori területén ma egy presbiteriánus templom áll. Az első telepes a Svájcból az 1870-es évek közepén ideérkező Ulrich Gerber volt. Az első postahivatal az ő segítségével létesült 1878-ban, a mai Bethany Schooltól 1,5 km-rel keletre. Gerber javasolta a Bethany nevet is. Bethany (magyarul Betánia) egy bibliai település neve Jeruzsálem közelében, valamint az Egyesült Államokban is gyakran használt települések neveként; elsősorban egyházakkal kapcsolatosan. A helyi postahivatal 1904-ben bezárt. 2007 júliusában a nonprofit Cedar Mill Community Library Association megnyitotta az első helyi könyvtárát; a szervezet Cedar Millben 1976 óta működtet egy másikat. A helyi könyvtár a Cedar Mill-i telephelye, neve Cedar Mill Community Library @ Bethany. A településről a Népszámlálási Hivatal 2010-ben készít statisztikákat.

## Népesség
A 2010-es népszámláláskor  20 646 lakója, 7205 háztartása és 5579 családja volt. A népsűrűség 1552,3 fő/km2. A lakóegységek száma 7673, sűrűségük 576,9 db/km2. A lakosok 60,4%-a fehér, 1,7%-a afroamerikai, 0,3%-a indián, 31,7%-a ázsiai, 0,2%-a a Csendes-óceáni szigetekről származik, 1,5%-a egyéb, 4,1%-a pedig kettő vagy több etnikumú. A spanyol vagy latino származásúak aránya 5,1% (3,3% mexikói, 0,4% Puerto Ricó-i, 0,1% kubai, 1,3% egyéb spanyol vagy latino származású.)
A háztartások 49,5%-ában élt 18 évnél fiatalabb. 66,4% házas, 8,4% egyedülálló nő, 2,6% egyedülálló férfi, 22,6% pedig nem család. 18,6% egyedül élt; 6,2%-uk 65 éves vagy idősebb. Egy háztartásban átlagosan 2,86 személy élt; a családok átlagmérete 3,3 fő.
A medián életkor 36 év volt. Lakóinak 32,3%-a 18 évesnél fiatalabb, 3,4% 18 és 24 év közötti, 31,3%-uk 25 és 44 év közötti, 24%-uk 45 és 64 év közötti, 9%-uk pedig 65 éves vagy idősebb. A lakosok 48,5%-a férfi, 51,5%-a pedig nő.

## Oktatás
Bethanyt a Beavertoni Iskolakerület szolgálja ki. A diákok a Bethany, Findley, Rock Creek, Jacob Wismer, Sato és Springville általános-, és a Stoller középiskolában, valamint a  Westview és Sunset gimnáziumokban tanulnak.

## Marion megye

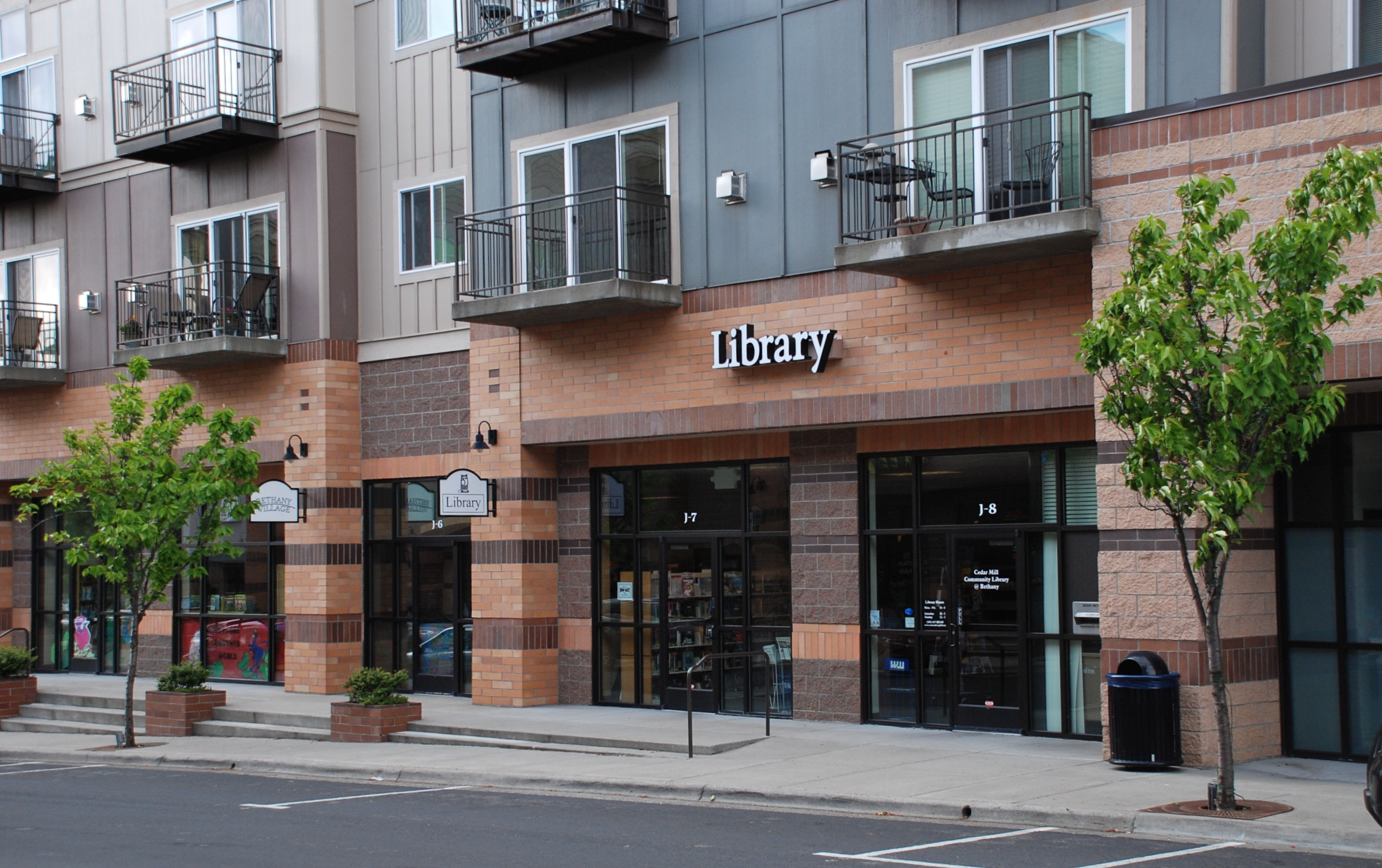
A Bethanyi Könyvtár

A Marion megyei Silvertontól nyugatra szintén található egy Bethany nevű közösség. Nevét 1851-ben, a Bethany katolikus templom megnyitásakor kapta. Ma a Bethany School nevű magániskola található itt.

## Fordítás
Ez a szócikk részben vagy egészben  a   Bethany, Oregon című angol Wikipédia-szócikk ezen változatának fordításán alapul.  Az eredeti cikk szerkesztőit annak laptörténete sorolja fel. Ez a jelzés csupán a megfogalmazás eredetét és a szerzői jogokat jelzi, nem szolgál a cikkben szereplő információk forrásmegjelöléseként.